# Епимелијаде
Епимелијаде (или Епимелиде) су у грчкој митологији биле нимфе са планинских ливада и пашњака.

## Митологија
Биле су заштитнице стада оваца и крава. Понекад су биле и заштитнице плодоносног дрвећа. Њихова дуална природа је проистекла из њиховог назива; epi има значење „заштитник“, а mêlon „овца“ или „дрво јабуке“. Њихова генеалогија је таква, да оне нису сасвим јасно дефинисана класа нимфи. У Епимелијаде су укључене и извесне Океаниде и Ореаде, као и Хелијеве кћерке, али и кћерке неких рустичних богова попут Хермеса, Силена и Пана. Чак и неке Нереиде, попут Галатеје и Псамате су повремено у митовима биле поменуте као Епимелијаде. Поједини аутори ове нимфе поистовећују са Мелијадама и наводе да су такво име носиле нимфе из области око реке Сперхеј. Паусанија наводи да су их неки сматрали Дријадама, а да их је Хомер називао Најадама.
Антонин Либерал је писао да су Месапијанци у Италији веровали да ове нимфе обитавају око тзв. Свете стене и да су неки млади Месапијанци, у жељи да их виде, оставили стоку на том месту, наизглед напуштену. Успели су да их виде, али су се клели да би они сами умели да играју боље од нимфи. Нимфе је то изнервирало и почело је такмичење у плесу. Међутим, Месапијанци нису знали да су у питању бесмртна божанства и играли су као што би то чинили са смртницима својих година. Антонин је сматрао да је плес младића био плес пастира и без манира, док је плес нимфи одисао уметношћу и лепотом. Нимфе су тријумфовале у својој победи и казниле су хвалисаве младиће претворивши их у дрвеће. Према легенди, ноћу се могу чути звуци из грања тог дрвећа. Сличну причу, где се види безобразлук младића који је претворен у дрво, написао је и Овидије.

## Списак
Следи списак ових нимфи:
- Галатеја
- Лампетија
- Номија
- Пенелопеја
- Псамата
- Синоја
- Соса
- Фаетуса